# Санта-Марта
Санта-Марта (исп. Santa Marta) — город и муниципалитет на севере Колумбии на побережье Карибского моря рядом с горами Сьерра-Невада. Столица департамента Магдалена. Город Санта-Марта является важным морским портом, историческим, культурным и туристическим центром. Население по состоянию на 2005 год составляло 415 270 человек, площадь города равна 2393,35 км², а плотность — 173,5 чел./км².

## История
Город основал 29 июля 1525 г. испанский конкистадор Родриго де Бастидас. Считается, что город получил имя в честь святой Марфы, память которой отмечалась в этот день. По мнению ряда историков, название города имеет другое объяснение: оно связано с городом Санта-Марта-де-Асторгас, где когда-то бывал де Бастидас. Санта-Марта — один из первых городов, основанных в Колумбии испанцами (первым был Санта-Мария-ла-Антигуа-дель-Дарьен). До прибытия испанцев на месте города проживали индейцы культуры Тайрона, создавшие высокоразвитую цивилизацию, от которых происходят такие современные народы, как арауканы, коги и ряд других. Историк Хуан Родригес Фрейле в своей книге «Открытие и завоевание королевства Новая Гранада» (1638) так сообщил об основании этого города:

Император Карл V, славной памяти, наш Король и истинный сеньор, отправил на завоевание провинции Санта Марта, с титулом губернатора, дона Родриго де Бастидаса, поручив ему в юрисдикцию [земли] от Кабо де ла Вела до великой реки Магдалена, который заселил вышеназванный город в июле 1525 года; он дал ему название, какое тот сохраняет и ныне, то ли потому что край был разведан в день знаменитой святой, то ли потому что тот город был основан в тот день.— Хуан Родригес Фрейле.
Эль Карнеро. Открытие и Завоевание Королевства Новая Гранада. Глава I.
Симон Боливар на своём ранчо умер в окрестностях Санта-Марты 17 декабря 1830 г.

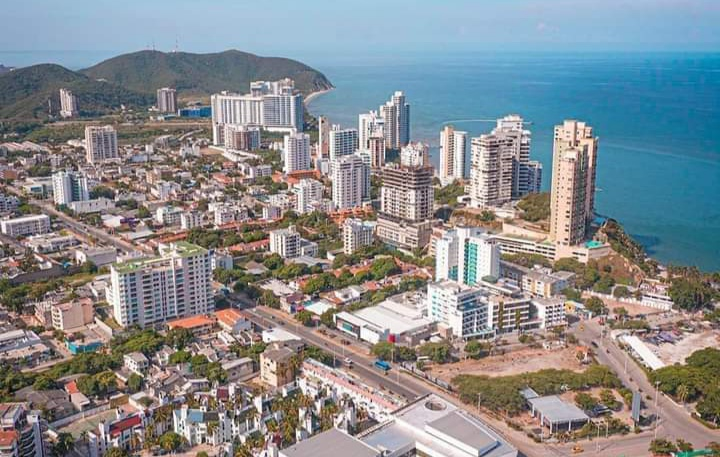
Бухта Родадеро — популярный курорт

## Галерея

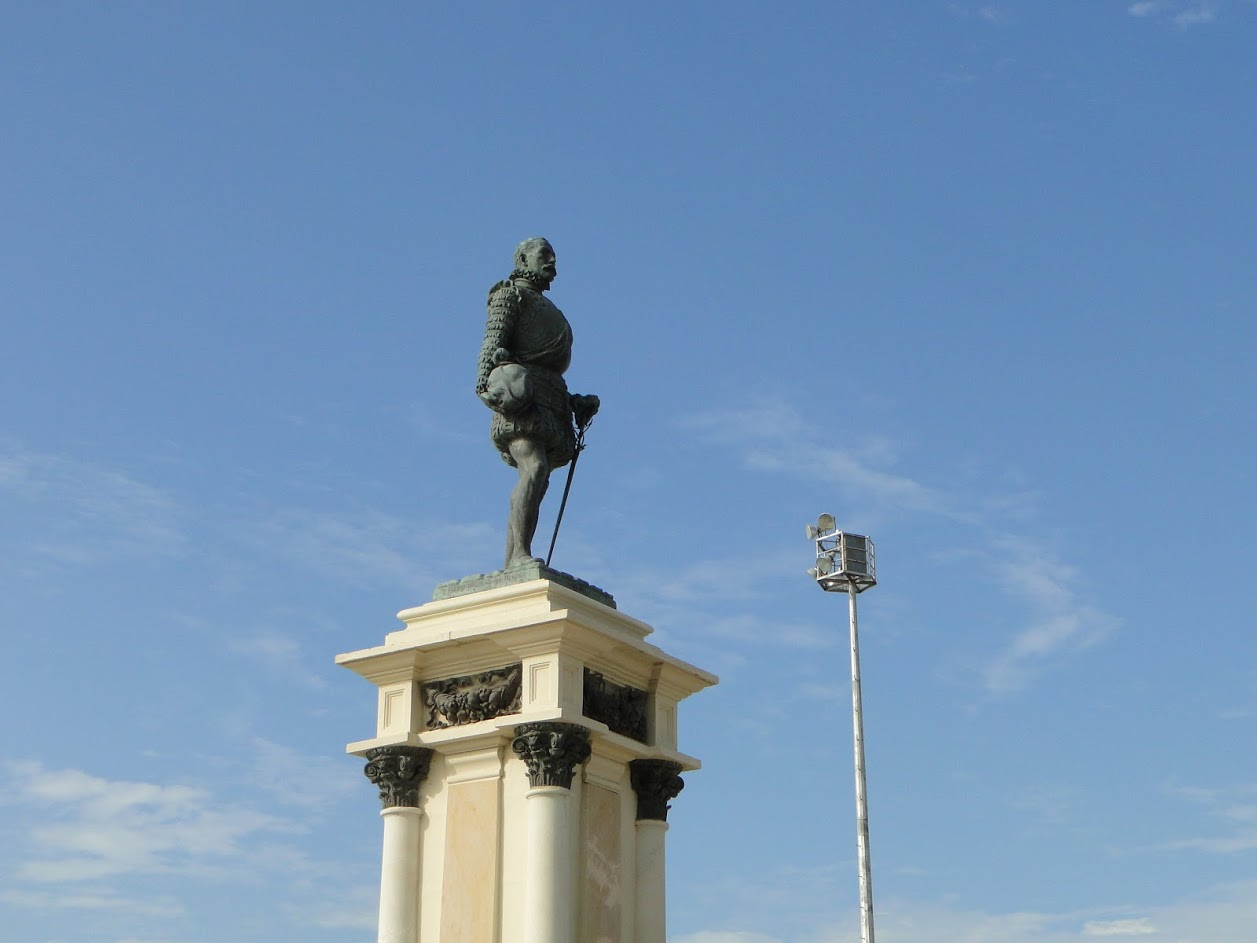
Памятник основателю города Родриго де Бастидас
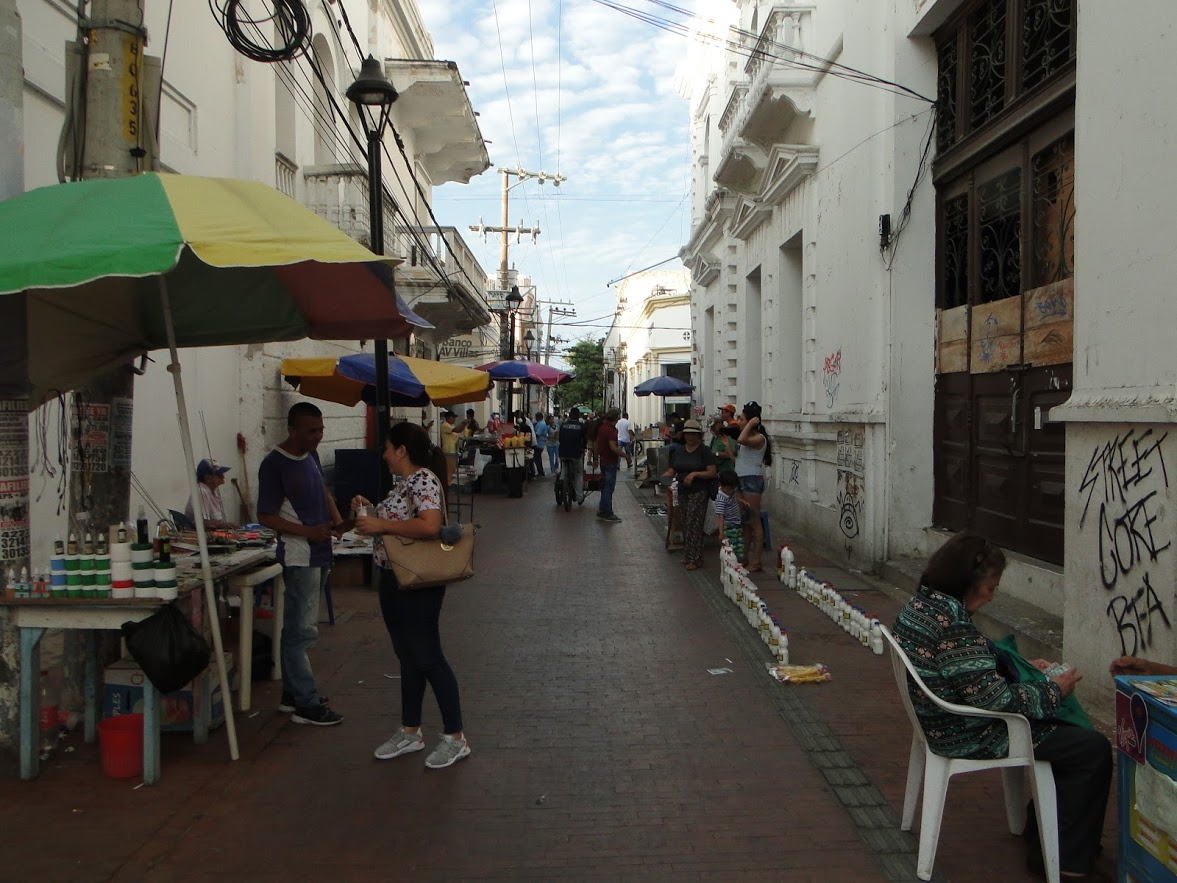
На пешеходной улице
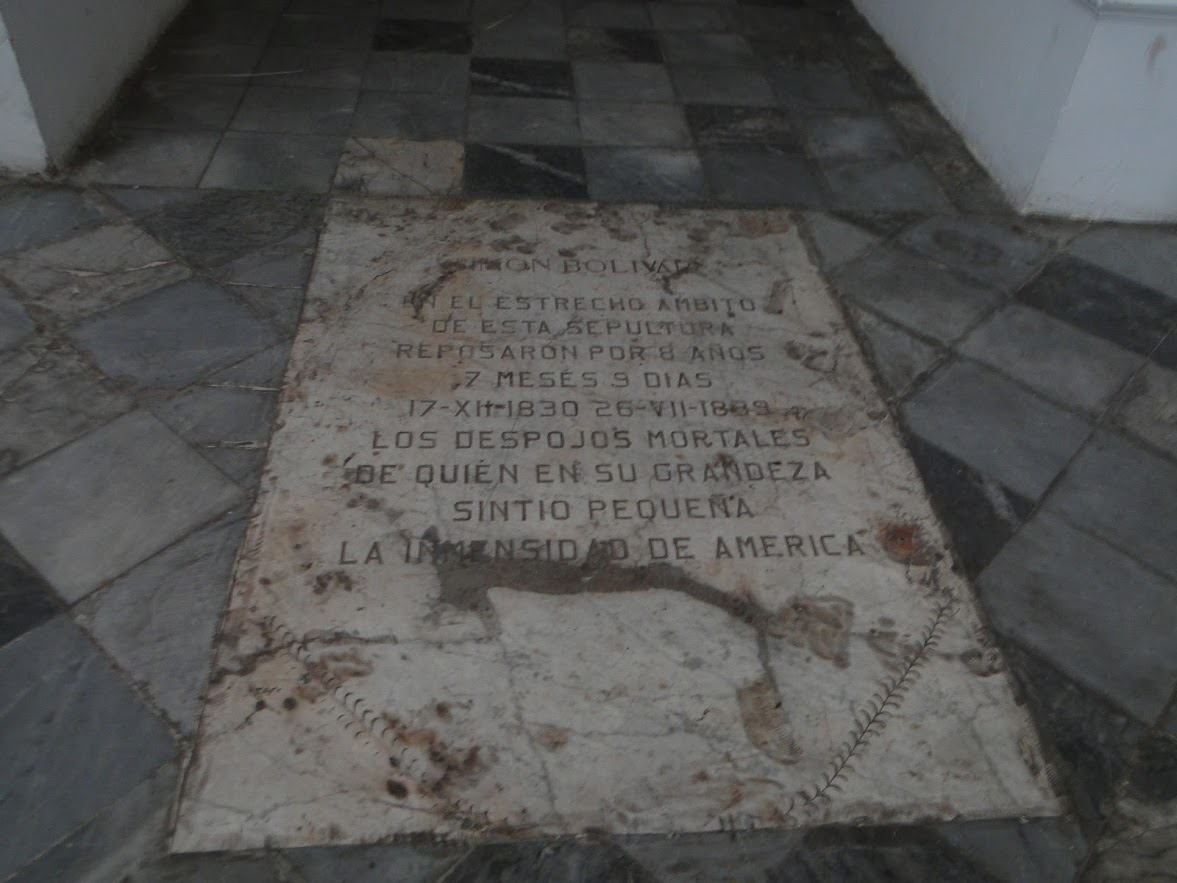
Захоронение Симона Боливара в кафедральном соборе
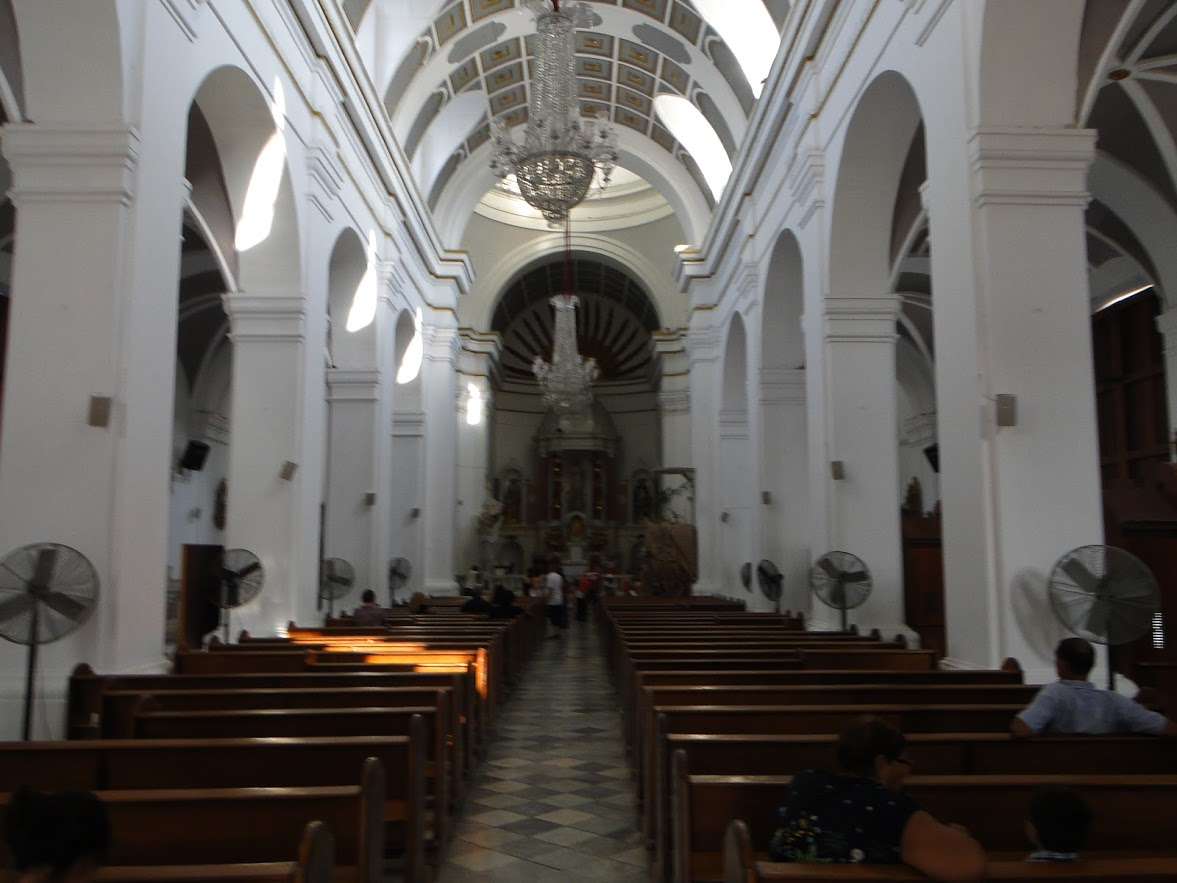
Кафедральный собор (внутренний вид)
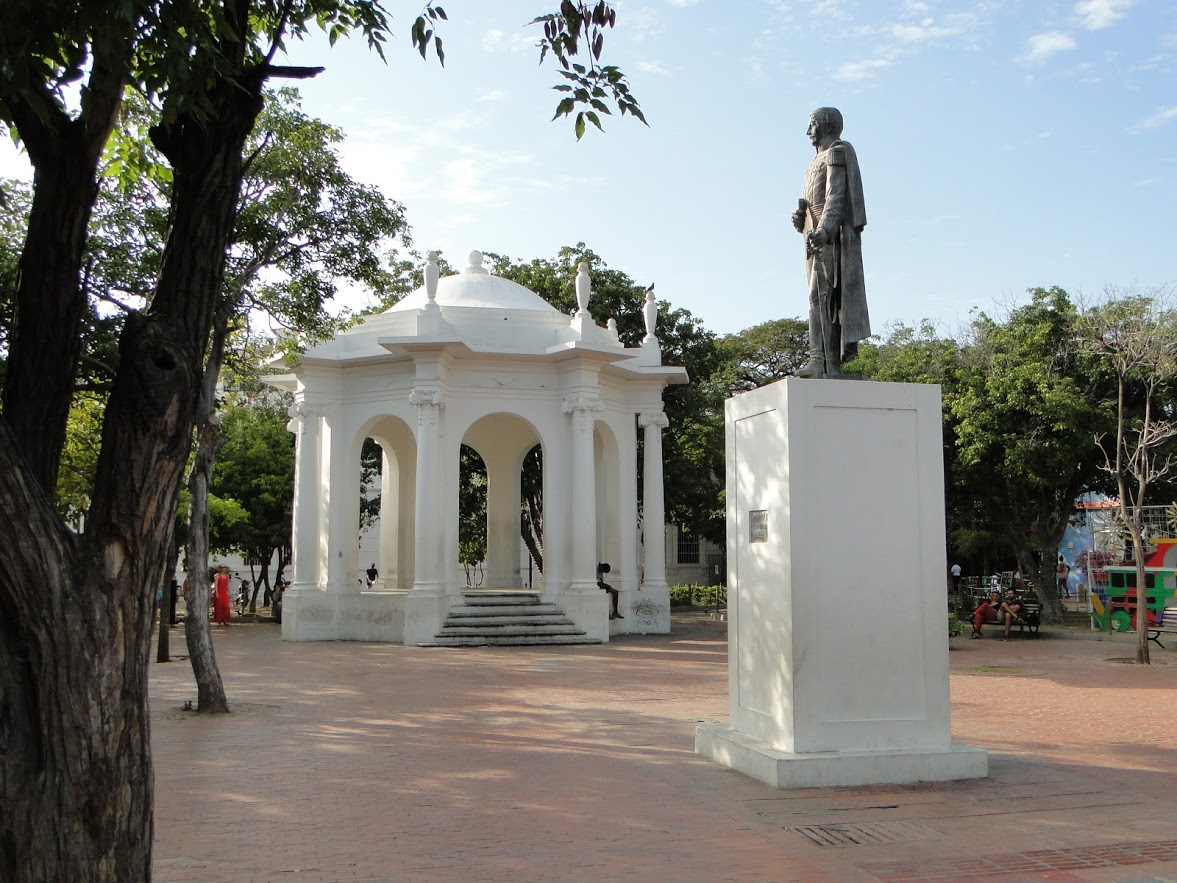
На центральной площади
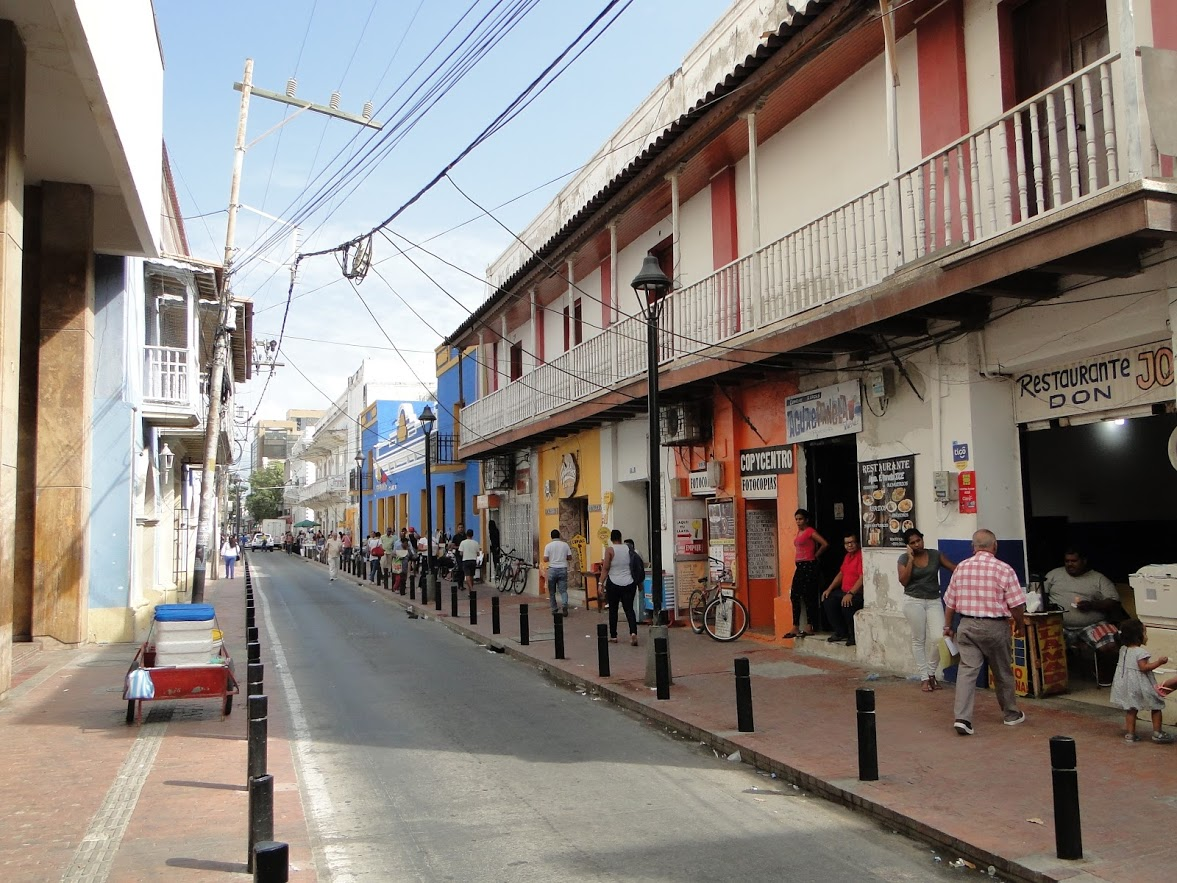
На одной из улиц города